# Azanne
L'Azanne ou Azannes est une petite rivière française qui coule dans le département de la Meuse. C'est un affluent du Loison en rive gauche, donc un sous-affluent de la Meuse par la Chiers.

## Géographie
L'Azanne naît sur le territoire de la commune d'Azannes-et-Soumazannes dans l'ancien hameau de la commune, Soumazannes. Peu après sa naissance, elle prend la direction du nord-est qu'elle maintient tout au long de son parcours de treize kilomètres. Elle traverse l'Étang du Haut Fourneau.
Elle conflue avec le Loison en rive gauche, à Billy-sous-Mangiennes.

## Hydronymie
Le nom de la rivière est attesté sous la forme Aisenna en 710 où *as est suivi du suffixe gaulois -enna,

### Communes et cantons traversés
L'Azanne traverse les quatre communes suivantes, toutes situées dans le département de la Meuse, de sa source, d'amont en aval, de Azannes-et-Soumazannes (Soum-azannes signifie : « source de l'Azanne ») ; Gremilly ; Mangiennes et Billy-sous-Mangiennes (confluence).
L'Azanne prend source dans le canton de Montmédy et conflue dans le canton de Bouligny, dans l'arrondissement de Verdun.

### Bassin versant
L'Azanne traverse une seule zone hydrographique « L'Azanne » (B451) d'une superficie de 57 km2. Ce bassin versant est constitué à 63,86 % de « forêts et milieux semi-naturels », à 32,60 % de « territoires agricoles », à 2,26 % de « surfaces en eau », à 0,17 % de « territoires agricoles ». 

## Affluents
L'Azanne a deux affluents référencés :
- le ruisseau de Curemont (rd[note 1]), 4,7 km sur les trois communes de Azannes-et-Soumazannes (confluence), Gremilly et Ornes (source).
- le fossé du Pont des Meuniers des Parfondrupt (rd), 4,4 km sur les deux communes de Gremilly et Billy-sous-Mangiennes avec un affluent :
  - le ruisseau de la Warière (rg), 4,2 km sur les deux communes de Gremilly et Billy-sous-Mangiennes.

### Rang de Strahler
Donc son rang de Strahler est de trois.

## Hydrologie
Le module de l'Azanne au niveau de son confluent avec le Loison vaut 0,60 m3/s, pour un bassin versant de 55,8 km2 (ref :). La lame d'eau écoulée dans ce bassin est de 339 millimètres, ce qui est assez moyen pour la région, bien que légèrement supérieur à la moyenne de la France, tous bassins confondus. C'est nettement inférieur à la moyenne du bassin français de la Meuse (450 millimètres à Chooz, près de sa sortie du territoire français). Le débit spécifique ou Qsp de l'Azanne se monte dès lors à 10,75 litres par seconde et par kilomètre carré de bassin versant.